# Championnats du monde de tir à l'arc 1965
Navigation
Édition précédente Édition suivante
Les championnats du monde de tir à l'arc 1965 sont une compétition sportive de tir à l'arc organisée en 1965 à Västerås, en Suède. Il s'agit de la 23e édition des championnats du monde de tir à l'arc.